# Jevgenij Golysjev
Jefim Jevgenij (Jef) Golysjev, född 20 september 1897 i Guvernementet Cherson, Nya Ryssland, Kejsardömet Ryssland, död 25 september 1970 i Paris, Frankrike, var en rysk tonsättare.
Golysjev föddes i Cherson i dagens Ukraina som då var ryskt. Han har komponerat bland annat kammarmusik, sånger, två operor och ett större orkesterverk, vara en del uppfördes i Berlin 1920. Golysjev har företrätt en strängt atonal kompositionsmetod, vars principer är närbesläktade med det av wienaren Josef Matthias Hauer tillämpade tolvtonsystemet.